# مايكل ترتر
مايكل ترتر (بالإنجليزية: Michael Turtur) (و. 1958  م) هو راكب دراجة هوائية أسترالي، ولد في أديلايد، شارك في الألعاب الأولمبية الصيفية 1984، والألعاب الأولمبية الصيفية 1980.

## سباقات أو مراحل فاز بها
| التاريخ       | السباق                                                                           | المركز                  |
| ------------- | -------------------------------------------------------------------------------- | ----------------------- |
| 01 يناير 1984 | سباق الدراجات الهوائية في الألعاب الأولمبية الصيفية 1984 - سباق المطاردة الفرقية | الفائز في التصنيف العام |

## جوائز
حصل على جوائز منها:
- ضابط وسام أستراليا (26 يناير 2018)
- ميدالية ترتيب أستراليا.

## روابط خارجية
- مايكل ترتر على موقع أرشيف الدراجات (الإنجليزية)
- مايكل ترتر على موقع اللجنة الأولمبية الدولية (الإنجليزية)
- مايكل ترتر على موقع أوليمبيديا (الإنجليزية)
- مايكل ترتر على موقع اللجنة الأولمبية الأسترالية (الإنجليزية)
- مايكل ترتر على موقع اتحاد ألعاب الكومنولث (مؤرشف) (الإنجليزية)